# (22056) 2000 AU31
(22056) 2000 AU31 è un asteroide troiano di Giove del campo greco. Scoperto nel 2000, presenta un'orbita caratterizzata da un semiasse maggiore pari a 5,158859 UA e da un'eccentricità di 0,145669, inclinata di 7,191578° rispetto all'eclittica. Ha un diametro di 24,775 km, un periodo di rotazione di 57,2 ore e un'albedo di 0,066.